# خوسيه غايا
خوسيه لويس غايا (بالإسبانية: José Luis Gayà)‏ هو لاعب كرة قدم إسباني في مركز الظهير ولد في يوم 25 مايو 1995 في بلدة بيدريجوير في إسبانيا، يلعب حالياً مع نادي فالنسيا كما لعب مع منتخب إسبانيا تحت 21 سنة لكرة القدم يبلغ طول اللاعب 172 سم.

## روابط خارجية
- خوسيه غايا على موقع الاتحاد الدولي (مؤرشف)  (الإنجليزية)
- خوسيه غايا على موقع الاتحاد الدولي (مؤرشف)  (الإنجليزية)
- خوسيه غايا على موقع الاتحاد الأوربي (الإنجليزية)
- خوسيه غايا على موقع قاعدة بيانات كرة القدم.إي يو (الإنجليزية)
- خوسيه غايا على موقع ليكيب (الفرنسية)
- خوسيه غايا على موقع ناشيونال فوتبول تيمز (الإنجليزية)
- خوسيه غايا على موقع Soccerbase.com (لاعب) (الإنجليزية)
- خوسيه غايا على موقع Soccerway.com (الإنجليزية)
- خوسيه غايا على موقع عالم كرة القدم.نت (الإنجليزية)
- خوسيه غايا على موقع AS.com (الإسبانية)